# ТВ Девић
ТВ Девић била је локална ТВ станица из Смедеревске Паланке. Са програмом је кренула 1992. године, а њен власник је био Петар Девић, један од оснивача АНЕМ-а.

## Програмски концепт
Од свог настанка, телевизија Девић се бавила информативним програмом. ТВ Девић је у свом јутарњем програму директно укључивала гледаоце у свој програм, па је по томе постала препознатљива. Телевизија Девић је поред емисија из сопствене продукције емитовала и емисију Глас Америке.

## Престанак емитовања
Дана 23. новембра 2015. године, Телевизија Девић је престала са емитовањем програма, пошто јој је ЈП Емисиона техника и везе доставило решење о престанку пружања услуга, а пошто се ТВ Девић није емитовала кабловским путем, престала је да емитује програм. Власник Телевизије Девић Петар Девић, је преминуо 16. октобра 2016. године.